# The Tangent
The Tangent è un supergruppo neoprogressive internazionale fondato nel 2002 da due ex membri dei Parallel or 90 Degrees (i tastieristi Andy Tillison e Sam Baine) e tre membri dei Flower Kings (il chitattista Roine Stolt, il bassista Jonas Reingold e il batterista Zoltan Csörsz). Il gruppo ha subito negli anni molti cambiamenti di formazione; tra l'altro sono entrati nel gruppo successivamente David Jackson (ex sassofonista dei Van der Graaf Generator) e il polistrumentista Guy Manning.

## Storia

### Nascita del gruppo
Le origini del gruppo si possono far risalire al maggio del 1999, quando i Parallel or 90 Degrees suonarono come supporter dei Flower Kings, dando l'occasione ai musicisti delle due formazioni di conoscersi. In seguito, quando Andy Tillison dei Parallel iniziò a comporre materiale per il successivo album More Exotic Ways to Die, decise che parte del materiale era troppo progressive per il suo gruppo, e lo mise da parte con l'intento di realizzare in seguito un album solista.
Il materiale scartato da Tillison per More Exotic venne recuperato in seguito quando Tillison iniziò a cooperare con Ian Oakley. Oakley inviò alcune demo dei brani di Tillison a Roine Stolt (chitarrista dei Flower Kings), il quale si offrì di suonare alcune parti di chitarra sui brani. A Stolt si aggiunsero in seguito altri due membri dei Flower Kings, Jonas Reingold e Zoltan Csorsz. Durante le incisioni emerse l'idea di includere alcune tracce di sassofono; Tillison, che conosceva il sassofonista David Jackson dei Van der Graaf Generator, decise di inviarlo.
L'album che risultò da questa collaborazione, The Music That Died Alone, non fu pubblicato come opera solista di Tillison, ma sotto il nome "The Tangent". L'album ebbe un grandissimo successo presso la comunità progressive, ricevendo ottime critiche e venendo indicato come "album progressive dell'anno" in diversi sondaggi su siti specializzati.

### Evoluzione
Dopo l'album di debutto, "The Tangent" pubblicò altri tre album in studio, ciascuno con una diversa formazione; lo stile del gruppo mutò in conseguenza dei cambi di personale, includendo elementi di jazz, funk Canterbury, musica elettronica e altri generi. Tillison rimase comunque alla guida del gruppo. Altro elemento di continuità nella storia del gruppo è l'artwork degli album, realizzato da Ed Unitsky.

## Formazione

### Formazione attuale
- Andy Tillison - voce, tastiera (2002-presente)
- Luke Machin - chitarra (2017-presente)
- Jonas Reingold - basso (2002-presente)
- Theo Travis - sassofono, flauto (2007-presente)
- Jamie Salazar - batteria (2007-2010; 2022-presente)

### Ex componenti
- Roine Stolt - chitarra, voce (2002-2005)
- David Jackson - sassofono (2002-2007)
- Sam Baine - tastiera (2002-2010)
- Zoltan Csorsz - batteria (2002-2007)
- Krister Jonsson - chitarra (2005-2007)
- Guy Manning - chitarra (2002-2007)
- David Zackrisson - chitarra (2007-2013)
- Jakko Jakszyk - chitarra (2013-2017)
- Mark Walker - batteria (2007-2011)
- Steve Roberts - batteria (2011-2022)

## Discografia

### Album in studio
- 2003 - The Music That Died Alone
- 2004 - The World That We Drive Through
- 2006 - A Place In The Queue
- 2008 - Not As Good As The Book
- 2009 - Down And Out In Paris And London
- 2011 - COMM
- 2013 - Le Sacre Du Travail
- 2015 - A Spark In The Aether
- 2017 - The Slow Rust Of Forgotten Machinery
- 2018 - Proxy
- 2020 - Auto Reconnaissance
- 2022 - Songs From the Hard Shoulder
- 2024 - To Follow Polaris

### Album dal vivo
- 2005 - Pyramids And Stars

### Compilation
- 2009 - A Place On The Shelf
- 2013 - L'Étagère Du Travail

## Videografia

### Video-album dal vivo
- 2007 - Going Off On One
- 2011 - Going Off On Two